# 清水保雄
清水 保雄（しみず やすお、1910年（明治43年）12月5日-1980年（昭和55年）3月10日）は昭和期の作曲家。

## 経歴
東京市京橋区（現在の東京都中央区）生まれ。明治大学卒業。明大ではマンドリン部に所属していた。
在学中に作曲家古賀政男に師事し、大学卒業後の1940年にビクターレコードの専属作曲家となる。
南方メロディにヒントを得て作った「マニラの街角で」、「バダビアの夜は更けて」がヒット。
小畑実と藤原亮子の東宝映画「婦系図」主題歌「婦系図の歌（湯島の白梅）」、同じく東宝「伊那の勘太郎」主題歌「勘太郎月夜唄」が戦時下の中大ヒットし、一躍人気作曲家となる。楽曲のほとんどを佐伯孝夫が作詞し、数々の作品を世に送り出した。
1980年（昭和55年）3月10日死去。享年69。

## 作品

### 歌謡曲
- 『マニラの街角で』（昭和17年7月）［佐伯孝夫作詞、歌：灰田勝彦、歌上艶子］
- 『婦系図の歌』（昭和17年7月）［佐伯孝夫作詞、歌：小畑実、藤原亮子］
- 『バダビアの夜は更けて』（昭和17年12月）［佐伯孝夫作詞、歌：灰田勝彦］
- 『勘太郎月夜唄』（昭和18年1月）［佐伯孝夫作詞、歌：小畑実、藤原亮子］
- 『暁の連絡船』（昭和18年7月）［佐伯孝夫作詞、歌：小畑実、藤原亮子］
- 『小太刀を使う女』（昭和19年1月）［佐伯孝夫作詞、歌：小畑実、藤原亮子］
- 『誰か夢なき』（昭和22年6月）［佐伯孝夫作詞、歌：竹山逸郎、藤原亮子］
- 『今日われ恋愛す』（昭和24年3月）［佐伯孝夫作詞、歌：竹山逸郎］
- 『チューインガムは恋の味』（昭和25年8月）［井田誠一作詞、歌：暁テル子］
- 『東京バイヨン』（昭和27年8月）［井田誠一作詞、歌：生田恵子］
- 『雨のプラットホーム』（昭和29年4月）［吉川静夫作詞、歌：淡谷のり子］
- 『十九の春』（昭和31年3月）［吉川静夫作詞、歌：神楽坂浮子］
- 「女泣かせの銀座川」（昭和42年10月5日）［井田誠一作詞、歌：青江三奈］

#### 編曲
- 『野球けん』（昭和29年10月）［佐伯孝夫作詞、歌：青木はるみ］

### 自治体歌
- 『江戸川区歌』（昭和40年9月）[岡久美子詞]

### マンドリンオーケストラ
- 組曲「アイヌの印象」
- 組曲「東への道」
- 組曲「大和への道」
- 沖縄の印象